# Hadżhir
Hadżhir (arab. ‏هجهر‎) – pasmo górskie w Jemenie, na Sokotrze, najwyższy szczyt: Maszanik lub Dżabal Skand, około 1525-1600 m n.p.m. (różne źródła podają różne nazwy i wysokości najwyższego szczytu od 1506 do 1609 m n.p.m.).

## Topografia

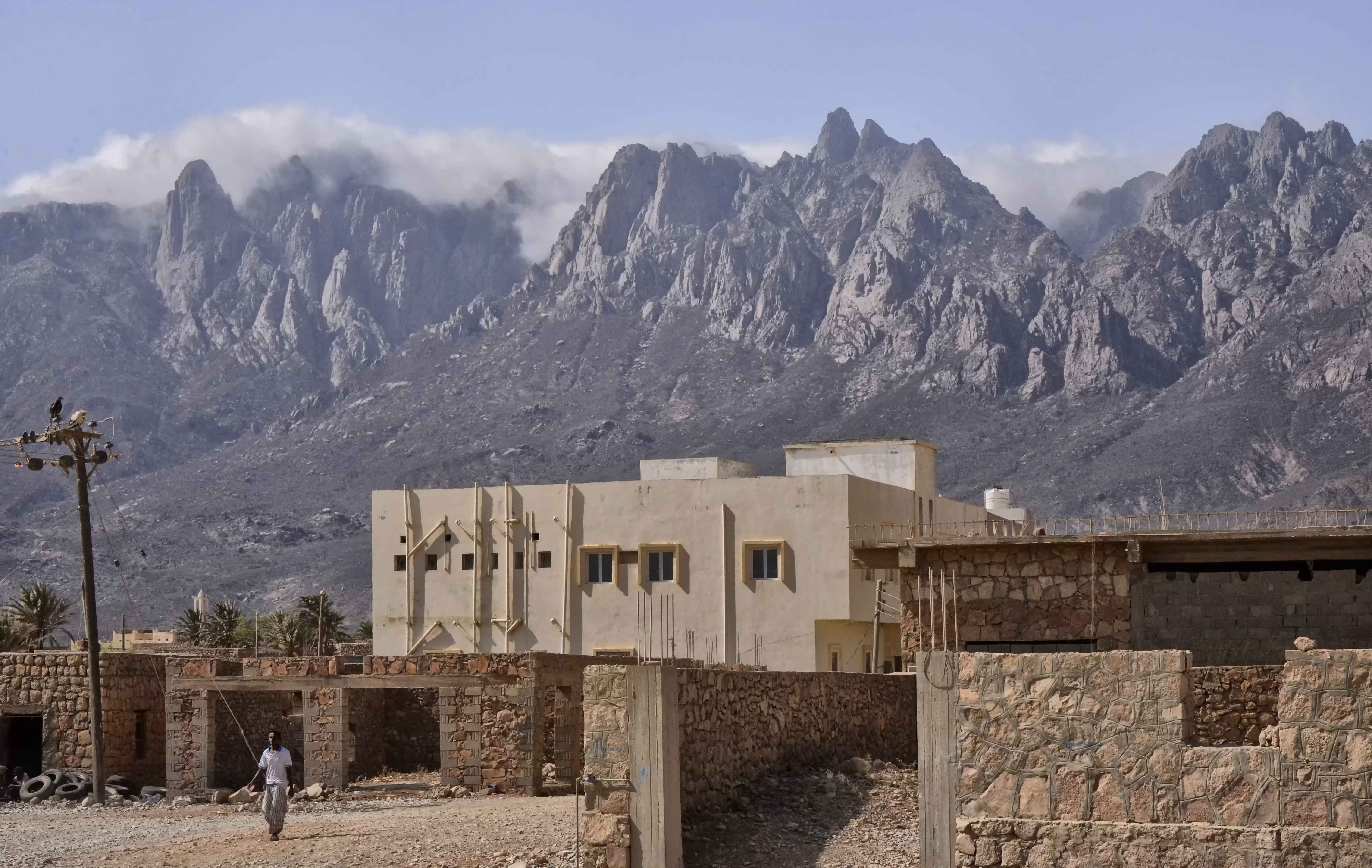
Góry Hadżhir

Postrzępione pasmo znajduje się w północno-wschodniej części wyspy i stanowi jej najwyższą część. W rejonie najwyższej grupie szczytowej znajdują się m.in. strome wierzchołki Maszanik. Góry Hadżhir są trudno dostępne, przecinają je głębokie kaniony. U podnóża gór leży miejscowość Hadibu.

## Geologia
Pasmo wyniesione we wschodniej części wyspy układa się w asymetryczny łuk. Trzon gór Hadżhir stanowią wulkaniczne skały prekambryjskie, w tym peralkaliczne granity (powstały około 720 mln lat temu) i gabra z hornblendami i biotytami. Skały krystaliczne rozciągają się na płaszczyźnie długości 40 km na osi wschód-zachód i 25 km na osi północ-południe. Dookoła gór rozciągają się wapienne płaskowyże, dochodzące do 1000 m n.p.m. w przypadku płaskowyżu Diksam.

## Środowisko

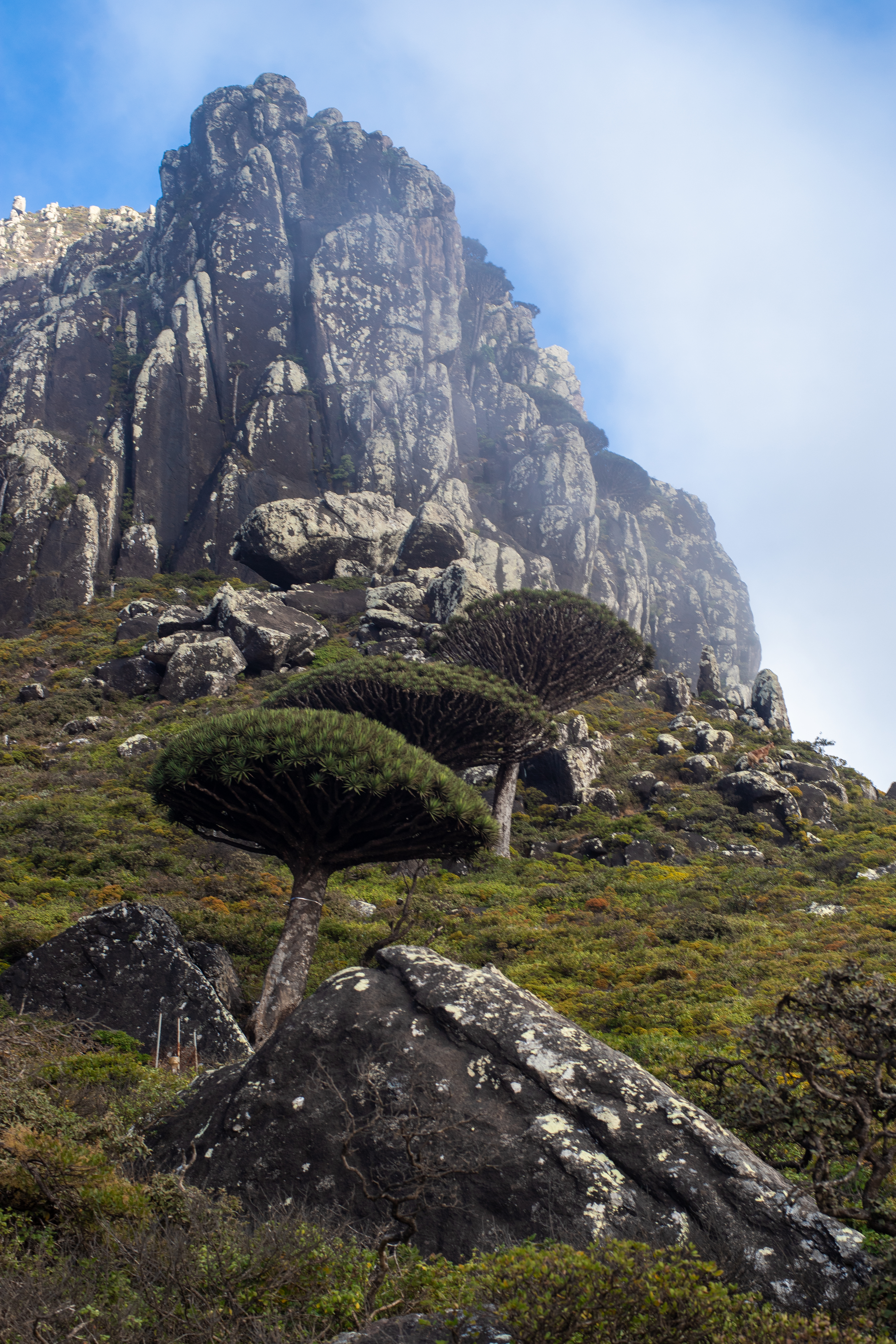
Dżabal Skand

Góry Hadżhir zamieszkuje wiele gatunków endemicznych, np. ptak Chalcomitra balfouri, który występuje na północnym pogórzu w liczbie około 50 osobników. Inne ptaki występujące w tym rejonie to m.in.: ścierwnik. W pobliżu najwyższego szczytu Dżabal Skand w 2017 roku odkryto endemiczną turzycę, Carex socotrana.